# Lorenzo Costa

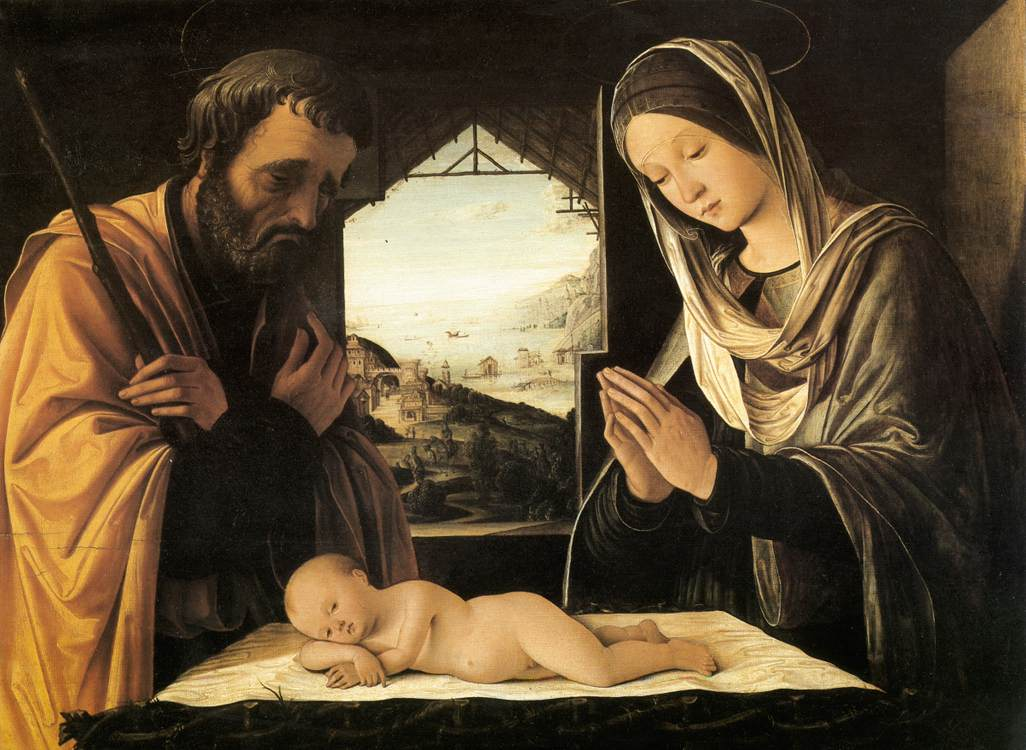
Sagrada Família

Lorenzo Costa (1460 — 5 de março de 1535) foi um pintor italiano do Renascimento. Nasceu em Ferrara, mas se mudou para Bolonha quando tinha 20 anos, e lá seria influente na Escola de Bolonha. Contudo, muitos artistas trabalharam nas duas cidades e assim, ele pode ser considerado da Escola de Ferrara. Acredita-se que tenha estudado com Cosimo Tura. 
Trabalhou em afrescos na Capela Bentivoglio, na Igreja de San Giacomo Maggiore. Era amigo de Francesco Francia, que era muito influenciado por ele. Foi para Mântua em 1509 e lá morreu. Seus principais trabalhos estão em Bolonha. Seus filhos, Ippolito (1506-1561) e Girolamo, foram também pintores, bem como seu neto, Lorenzo, o jovem (1537-1583). Entre alguns pintores que com ele trabalharam estão: Cosimo Tura, Dosso Dossi e Ludovico Mazzolino.